# Cronos Airlines
Cronos Airlines ist eine äquatorialguineische Fluggesellschaft mit Sitz in Malabo und Basis auf dem Flughafen Malabo.

## Flugziele
Cronos Airlines führt von Malabo im Inland Flüge nach Mongomeyen sowie Bata durch. Außerdem werden internationale Ziele in Zentralafrika angeflogen. Cronos Airlines steht wie alle Fluggesellschaften des Landes derzeit auf der Liste der Betriebsuntersagungen für den Luftraum der Europäischen Union.

## Flotte
Mit Stand Juli 2024 besteht die Flotte der Cronos Airlines aus drei Flugzeugen mit einem Durchschnittsalter von 27,4 Jahren:
| Flugzeugtyp | Anzahl | bestellt | Anmerkungen                       | Sitzplätze | Durchschnittsalter (Juli 2024) |
| ----------- | ------ | -------- | --------------------------------- | ---------- | ------------------------------ |
| BAe 146-300 | 1      |          | inaktiv                           | 92         | 33,7 Jahre                     |
| Embraer 145 | 2      |          |                                   | 50         | 24,2 Jahre                     |
| Embraer 175 |        | 1        | betrieben durch Marathon Airlines | 88         |                                |
| Gesamt      | 3      | 1        |                                   |            | 27,4 Jahre                     |

### Ehemalige Flugzeugtypen
- BAe 146-200
- Embraer 135